# سیارک ۴۸۳۰۰
سیارک ۴۸۳۰۰ (به انگلیسی: 48300 Kronk، نامگذاری:2002LG35) چهل و هشت هزار و سیصدمین سیارک کشف شده‌است که در ۱۱ ژوئن ۲۰۰۲ کشف شد.